# Spiranthes lucida
Spiranthes lucida är en orkidéart som först beskrevs av H.H.Eaton, och fick sitt nu gällande namn av Oakes Ames. Spiranthes lucida ingår i släktet skruvaxsläktet, och familjen orkidéer. Inga underarter finns listade i Catalogue of Life.